# 米伦巴赫 (艾费尔火山县)
米伦巴赫是德国莱茵兰-普法尔茨州的一个市镇。总面积21.64平方公里，总人口594人，其中男性298人，女性296人（2011年12月31日），人口密度27人/平方公里。